# Oresbius hirticornis
Oresbius hirticornis là một loài tò vò trong họ Ichneumonidae.